# Оттук-Даш (Тере-Хольский кожуун)
Оттук-Даш (тув. Оттук-Даш — «Огненный камень») — село в Тере-Хольском кожууне Республики Тыва. Административный центр и единственный населённый пункт сумона Эми. Население селения 185 чел. (2007), 154 (2014).

## История
Согласно распоряжению Правительства Российской Федерации от 8 мая 2009 г. № 631-р сумон Эми входит в «Перечень мест традиционного проживания и традиционной хозяйственной деятельности коренных малочисленных народов Российской Федерации».

## География
Село находится у впадении реки Оттук-Даш в реку Эми, в труднодоступной части юго-восточной Тывы, на нагорье Сангилен.
Уличная сеть не развита.
К селу административно относятся местечки (населённые пункты без статуса поселения) м. Агартыр, м. Артак-Оораш, м. Бош-Даг, м. Калбак-Хаак, м. Кара-Даштыг, м. Кара-Хол, м. Кас-Оъттуг, м. Кежик-Аксы, м. Кезек-Хадын, м. Сарыг-Хол, м. Сарыг-Хымыш, м. Сарыг-Эр, м. Узун-Хол, м. Урускалды, м. Хоорге, м. Эми-Аксы.

## Население
| 2010 | 2011 | 2012 | 2013 | 2014 | 2015 | 2016 |
| ---- | ---- | ---- | ---- | ---- | ---- | ---- |
| 171  | ↘170 | ↗171 | →171 | →171 | ↗172 | →172 |
| 2017 | 2018 | 2019 | 2020 | 2021 |      |      |
| →172 | →172 | ↘171 | →171 | ↘50  |      |      |

Коренной народ селения — тувинцы-тоджинцы. В 1991 году они отнесены к числу коренных малочисленных народов Севера по постановлению Правительства РСФСР. Община «Эми» входит в совещательный орган при Правительстве Тувы, призванный защищать права, свободы и законные интересы тувинцев-тоджинцев.

## Инфраструктура
Администрация сумона Эми.

## Промышленность
Месторождение золота.